# Damascus (Virginie)
Pour les articles homonymes, voir Damascus.
Damascus est une municipalité américaine située dans le comté de Washington en Virginie. Selon le recensement de 2010, sa population est de 814 habitants.

## Géographie
Située dans les montagnes Blue Ridge, la municipalité s'étend sur 0,82 mille carré (2,12 km2) dont 0,03 mille carré (0,08 km2) d'étendues d'eau.
Damascus est réputée pour ses chemins de randonnées, notamment le sentier des Appalaches. Elle est notamment surnommée « Trail Town, USA ».

## Histoire
Avant l'arrivée des Européens, la région est habitée par les Cherokees et les Shawnees. Au milieu du XVIIIe siècle, Henry Mock et sa famille s'installent à la confluence des ruisseaux Laurel et Beaverdam. Le lieu prend le nom de Mock’s Mill.
En 1886, John Daniel Imboden rachète ces terres au fils de Mock et fonde Damascus, nom anglais de Damas. Imboden espère alors trouver des mines de fer dans la région mais les seuls dépôts sont superficiels ; la localité se développe finalement grâce à l'industrie du bois. Damascus devient une municipalité en 1904.